# Scurta, Mureș
Scurta este un sat în comuna Pogăceaua din județul Mureș, Transilvania, România.